# (148975) 2001 XA255
(148975) 2001 XA255 est un centaure qui a la particularité d'être bloqué sur une orbite en fer à cheval avec Neptune.

## Caractéristiques
2001 XA255 mesure probablement environ 38 km de diamètre.